# 新米記者・松本穂香の研修ログ
『新米記者・松本穂香です。』（しんまいきしゃ まつもとほのかです）→『新米記者・松本穂香の研修ログ』（しんまいきしゃ まつもとほのかのけんしゅうログ）は2020年4月5日から2022年9月23日まで、TBSラジオで放送されていたラジオ番組。

## 概要
女優・松本穂香が「新米記者」として、ゲストを迎えてトークをする番組。松本にとっては本番組がラジオ番組のパーソナリティ初挑戦となった。
松本が駆け出しの新米記者という設定で、毎週「この人に話を聞いてみたい！」というゲストに、人生の失敗談・教訓や若い世代へのアドバイス、知られざるルーティンなどを取材していく。
2020年度の放送（『新米記者・松本穂香です。』）では、松本と映画・ドラマ等で共演した俳優（初回ゲストの伊藤沙莉を始めとして、玉木宏・奈緒など）が多くゲスト出演した。ゲストは原則2週間ごとの出演であった。
松本は新米記者としてスタジオにゲストを招いて取材（トーク）をすることが基本だが、リスナーに電話取材をすることもある。
2021年度からは毎週金曜日に放送されている『金曜ボイスログ』内に放送時間を短縮・移動して『新米記者・松本穂香の研修ログ』と改題された。
「新米記者・松本穂香」が「中堅記者・松本穂香」を目指して、知らない分野の知識インプットを図るため、毎月、松本穂香の知らない分野のテーマを設定し、専門家などが講師として授業を行う講義形式で中堅記者研修を行う内容にリニューアルされた。第1週目は松本がその月のテーマについての所感を述べて、2週目以後月末までは3-4回にわたりマンスリーゲストとの対談形式になっている。
2022年9月16日放送分にて放送終了を発表。同9月23日放送をもって2年半の放送を終えた。

## 出演者
新米記者
- 松本穂香

ゲスト
- 原則1組ずつ出演（第2週から最終週の3-4回連続。2020年度は前後編2回連続）

## ゲスト

### 2020年
- 伊藤沙莉（4月5日[18][19], 12日[20][21]）

- 小関裕太（4月19日[22], 26日[23]）

- 皆川玲奈（5月3日[24], 10日[25]、17日[26]）

- 松尾諭（5月24日[26], 31日[27]）

- milet（6月7日[28], 14日[29]）

- 丸山礼（6月21日[30], 28日[31]）

- 遠藤憲一（7月5日[32], 12日[33]）

- ふくだももこ（7月19日[34], 26日[35]）

- ぷりあでぃす玲奈（8月2日[36]）

- ぁみ（ありがとう）（8月9日[37]）

- 玉木宏（8月16日, 23日）[38]

- 岩井勇気（ハライチ）（8月30日[39], 9月6日[40]）

- 石坂浩二（9月13日[41], 20日[42]）

- ジャルジャル（9月27日[43], 10月4日[44]）

- 奈緒（10月11日, 18日）[45]

- 岡山天音（10月25日[46], 11月1日[47]）

- レインボー（11月8日[48], 15日[49]）

- 瀬戸利樹（11月22日, 29日）[50]

- コロコロチキチキペッパーズ（12月6日[51], 13日[52]）

- 土屋アンナ（12月20日, 27日）[53]

### 2021年
- 多田千佳子（1月10日, 17日）[54]

- 有村架純（1月31日[55], 2月7日[56]）

- チョコレートプラネット（2月14日[57], 21日[58]）

- SHISHAMO（3月7日[59], 14日[60]）

## 放送時間
全て日本標準時（JST）
『新米記者・松本穂香です。』（2020年度）
- 毎週日曜日 12:30 - 13:00[注釈 1]

『新米記者・松本穂香の研修ログ』（2021年度から）
- 毎週金曜日 11:30頃 - 11:40頃→2021年秋ごろから11:40過ぎから約10分程度（金曜ボイスログ内）

## テーマ曲
- オープニング - HALFBY「Rodeo Machine」
- オープニングBGM - tofubeats「in the club」
- エンディング - reGretGirl「おわりではじまり」

## 番組に関係する出来事
- 2020年5月24日放送分、安住紳一郎（TBSアナウンサー）から番組宛にメールが届いた。前週の5月17日放送分で安住の話題が上がったことによりメールが送られたが、そのメールは松本へのエールが綴られた後に「知らんけど」の言葉で締められていた。これは17日放送分において松本が「語尾に『知らんけど』ってつける時に関西人を感じます」と発言したことにちなんでおり、松本は感動し安住に感謝していた[61]。

- 2020年8月2日、9日放送分は、俳優や女優の仕事とは離れた職業の方と話す機会がないという松本の要望により「特別編『気になる職業取材』」として、通常の著名人2週ゲストではなく2日放送分は『占い師』でゲッターズ飯田の一番弟子のぷりあでぃす玲奈[62]、9日放送分は『怪談師』の ありがとう・ぁみ[63]に取材した。

- 松本は番組開始当初から、映画で共演経験のある石坂浩二に番組出演のラブコールを送り続けていたが、開始から約5ヶ月後の2020年9月13日と20日放送分で石坂の出演が実現した[64]。
- 2021年1月31日、2月7日放送分には、松本の所属事務所（フラーム）の先輩である有村架純が出演し、番組内容が複数のニュースサイトで取り上げられた[65][66][67][68]。
- 2021年3月28日放送分までは単独番組として毎週日曜日の12:30 - 13:00（JST）に放送されていた。3月21日、28日（単独番組としての最終回）は、2020年→2021年のTBSラジオ年越し特番『ハライチのタァァァン!!』を共に担当したり、当番組に2020年8月30日、9月6日にもゲスト出演したりしたハライチ・岩井勇気[69]をゲストに迎えてこの時間帯での放送を終えた[70][71]。岩井は当該時間帯に移動する後番組『ハライチ岩井 ダイナミックなターン!』（12:30 - 12:45）を担当しているため、同時間帯番組のバトンタッチとなった[72]。
- 2021年4月2日放送分からは『金曜ボイスログ』の内包番組として毎週金曜日の11:30頃 - 11:40頃に放送されている。
- 2021年10月の5回は、TBSテレビの「TBSスター育成プロジェクト 私が女優になる日_」で行った2021年10月クール放送の「よるおびドラマ第1弾・この初恋はフィクションです」の出演者を決定するオーディションに参加した女優候補生、並びにオーディションの審査に携わった演出家らへのインタビューを行った。女優候補生にはオーディションの苦労話や、左記作品にかける抱負など、演出家らにはオーディションの審査や出演する女優らの素質・素顔を語ってもらった。

## 評価・反響
- 2020年12月20日放送のTBSラジオ『爆笑問題の日曜サンデー』で年末恒例の『TBSラジオ珍プレー好プレー大賞2020』において、当番組がノミネートされた。また、その結果第2位に輝いた[73]。
- 2021年2月10日、TOKYO FM『山崎怜奈の誰かに話したかったこと。』のオフトーク（AuDee）にて「#あのラジオがすごい vol.7『新米記者・松本穂香です。（TBSラジオ）』」が配信され、AuDee限定配信という形だが他局のラジオ番組で当番組が取り上げられた[74]。